# Ion Voicu

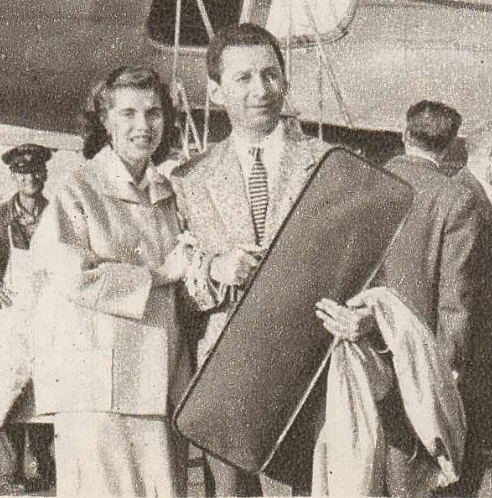
Ion Voicu și soția sa Madeleine

Ion Voicu (n. 8 octombrie 1923, București, România – d. 24 februarie 1997, București, România) a fost un violonist român de etnie romă, fost elev al lui George Enescu.

## Date biografice
Ion Voicu s-a născut pe 8 octombrie 1923 la București, într-o familie de muzicieni de etnie romă: bunicul său, Nicolae Voicu, fusese violoncelist, iar tatăl său, Ștefan Voicu, a cântat la vioară și contrabas. Nu doar Ion Voicu, ci și frații săi au îmbrățișat cariere artistice, Marian și Mircea Voicu alegând pianul, iar Gheorghe Voicu, contrabasul. Ion Voicu a fost vărul primar al violonistului și dirijorului de muzică populară Ionel Budișteanu.
Pe la vârsta de 4-5 ani, după cum avea să povestească mai târziu, Ion își dorea să primească o vioară mică, iar de Paște chiar avea  să capete un asemenea cadou. Încântat peste măsură micuțul nu s-a desprins toată ziua de vioară, iar până seara deja reprodusese toate melodiile pe care le cunoștea. Impresionată de talentul lui, dar mai ales văzându-i perspectivele de bun muzician, mama lui Ion Voicu i-a luat profesor de vioară un student de la Conservator. La șase ani, Ion Voicu a început studiul viorii. Cu studentul de la Conservator, micul Ion a studiat câțiva ani, până când tânărul profesor s-a declarat depășit de micul său elev și le-a recomandat părinților să-i găsească un profesor mai bun. Printre cei care l-au inițiat pe Ion Voicu în studiul viorii s-au aflat Garabet Avakian și Vasile Filip, pentru ca la 14 ani să dea examenul de admitere  la "Academia Regală de Muzică", unde a intrat direct în anul IV.  A avut ca profesori pe George Enacovici (vioară), Mihai Andricu (muzică de cameră), Faust Nicolescu (teorie-solfegiu) și Dan Simionescu (orchestră).
Fiind admis la Academia Regală de Muzică din București, a reușit să absolve cursurile, care durau șapte ani, în doar trei ani, în 1940. Profesor și îndrumător i-a fost Constantin Niculescu.
Primul său loc de munca a fost cel de violonist în Orchestra Națională Radio, dirijată de celebrul dirijor olandez  Willem Mengelberg. Mengelberg nu a fost mulțumit la început de el și i-a cerut lui Ion Voicu să-și părăsească locul din orchestră și să poftească afară: violonistul cunoștea foarte bine lucrarea pe care o repetau, se plictisea și se foia pe scaun. Directorul de pe atunci al Orchestrei Radio era renumitul Theodor Rogalski, care a intuit uriașul potențial al tânărului Ion Voicu și l-a sprijinit, rugându-l pe Mengelberg să accepte să-l audă cântând o piesă.  După ce Voicu a interpretat câteva partituri de Bach, Beethoven și Mendelssohn Bartholdy, Mengelberg a spus: 
„Acum înțeleg, el nu e făcut să fie component al unei orchestre. Este făcut pentru o carieră solistică.”
A devenit solistul acestui ansamblu, uimind criticii acelei vremi. La unul din concertele sale a atras atenția lui George Enescu, care i-a oferit lecții gratuite.
În anul 1946, Yehudi Menuhin a organizat la București un concurs muzical, iar Ion Voicu a obținut primul loc. 
Din 1954, Ion Voicu a studiat la Conservatorul Ceaikovski cu violoniști celebri ca George Enescu și David Oistrakh. 
În cei 50 de ani de carieră, Ion Voicu a susținut sute de concerte în întreaga lume: la Paris, New York, Londra, Roma, Viena, Tokyo sau Berlin.
Cele peste 100 de LP-uri și CD-uri cu înregistrări ale concertelor sale i-au adus faima peste tot. De la opere uitate și readuse în actualitate, până la lucrări noi, scrise special pentru el de compozitori români și străini, din repertoriul lui Voicu nu a lipsit nimic. A cântat alături de Yehudi Menuhin, David Oistrakh, Leonid Kogan sau Igor Oistrah. 
Prin Decretul nr. 3 din 13 ianuarie 1964 al Consiliului de Stat al Republicii Populare Romîne, solistului concertist Ion Voicu i s-a acordat titlul de Artist al Poporului din Republica Populară Romînă „pentru merite deosebite în activitatea desfășurată în domeniul teatrului, muzicii și artelor plastice”.

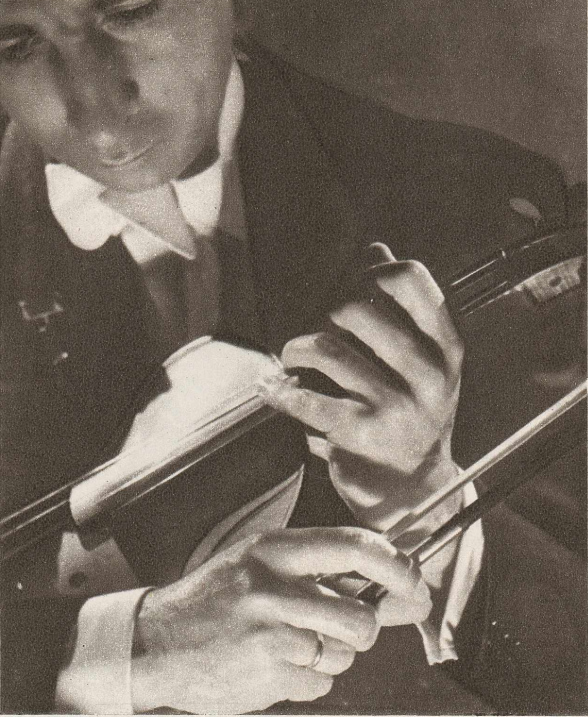
Ion Voicu cu vioara Stradivarius

Statul român i-a dat maestrului în folosință o vioară „Stradivarius”, fabricată în 1702, care a aparținut lui Joseph Joachim. Vioara Stradivarius a fost achiziționată de statul român, în 29 august 1956, de la firma Henry Werro, la prețul de 80.000 de franci elvețieni. La 7 septembrie 1956, Ministerul Culturii și maestrul Ion Voicu au încheiat un contract de comodat care avea ca obiect darea în folosință a viorii. Contractul de comodat a încetat în 1986, când Ion Voicu a restituit instrumentul Filarmonicii "George Enescu". Ulterior, vioara a ajuns în posesia Muzeului Național de Artă al României. În 5 ianuarie 1990, Ion Voicu a ridicat vioara Stradivarius, care a rămas posesia familiei, după moartea sa, în 1997. Pe 9 martie 2007, după îndelungate discuții cu Ministerul Culturii și Cultelor, Mădălin Voicu a predat vioara ministrului culturii, Adrian Iorgulescu.
Ion Voicu a fost directorul Filarmonicii "George Enescu" din București timp de zece ani. A contribuit la crearea "Orchestrei de Cameră" în 1969 cunoscută în întreaga Europă și prezentă la cele mai importante festivaluri muzicale internaționale. Aceasta este în prezent condusă de fiul său, Mădălin Voicu.

## Distincții
- titlul de Artist Emerit al Republicii Populare Române (28 aprilie 1951)[11]
- titlul de Artist al Poporului din Republica Populară Romînă (13 ianuarie 1964) „pentru merite deosebite în activitatea desfășurată in domeniul teatrului, muzicii și artelor plastice”[12]
- Ordinul „Meritul Cultural” clasa I (12 septembrie 1968) „cu prilejul împlinirii a 100 de ani de la înființarea Filarmonicii «George Enescu» din București, [...] pentru activitate îndelungată și merite deosebite în activitatea muzicală”[13]
- Ordinul „23 August” clasa a III-a (1971) „pentru merite deosebite în opera de construire a socialismului, cu prilejul aniversării a 50 de ani de la constituirea Partidului Comunist Român”[14]